# George Sprague Myers
George Sprague Myers  (* 2. Februar 1905 in Jersey City, New Jersey; † 4. November 1985) war ein amerikanischer Zoologe und Ichthyologe.
In seinem Geburtsort Jersey City besuchte er die Primary School und die Highschool, unterbrochen durch ein Jahr an der St. John’s Military School in Ossining. Schon als Jugendlicher interessierte er sich für Fische und Amphibien und veröffentlichte im Jahr 1920, im Alter von 15 Jahren, seinen ersten Beitrag in einer aquaristischen Fachzeitschrift. Das American Museum of Natural History in New York wurde zu einem seiner Lieblingsplätze. Dort lernte er den Herpetologen Gladwyn Kingsley Noble und seinen jungen Assistenten Karl Patterson Schmidt kennen. Von 1922 bis 24 arbeitete Myers als freiwilliger Mitarbeiter im Labor von Noble und veröffentlichte etwa 30 Schriften über Aquaristik und Ichthyologie. Im Jahre 1924 lernte er den berühmten Ichthyologen Carl H. Eigenmann von der Indiana University kennen, der ihn ermutigte sich an der Indiana University einzuschreiben und ihm bei der Finanzierung des Studiums durch einen Teilzeitjob als Assistent des Kurators für die Fischsammlung half. Im Herbst 1926 wechselte Myers zur Stanford University, wo er bei den bekannten Ichthyologen David Starr Jordan, Charles Henry Gilbert, John Otterbein Snyder und Edwin Chapin Starks studierte. Im Jahr 1930 erlangte er seinen Bachelor of Arts. Seine Doktorarbeit schrieb er über die Systematik der afrikanischen Eierlegenden Zahnkarpfen (heute die Nothobranchiidae) und die weltweite Verbreitung der Eierlegenden Zahnkarpfen.
Seine erste Stelle bekam er am National Museum of Natural History in Washington, D.C., wo er Assistent-Kurator und der Verantwortliche für die Fischabteilung wurde. Er kümmerte sich dort um die Fischsammlung, die seit 40 Jahren nicht bearbeitet wurde und veröffentlichte in dieser Zeit mehr als 200 Publikationen. 1936 ging Myers als Assistenzprofessor für Biologie und Kurator der zoologischen Sammlungen zurück nach Stanford. Dort lehrte er systematische Ichthyologie, die Paläontologie der Wirbeltiere, Biogeographie und systematische Herpetologie. Im Jahre 1938, im Alter von 33 und nur zwei Jahre Berufung nach Stanford wurde George Myers zum ordentlichen Professor ernannt, fünf Jahre nach seiner Promotion.
Myers befasste sich intensiv mit Biogeographie, war ein Anhänger von Alfred Wegeners Theorie der Kontinentalverschiebung und stellte sich gegen die Permanenztheorie, die Annahme, dass sich die Verteilung der Kontinente und Ozeane auf der Erde grundsätzlich nicht verändert habe.
Während der Weltwirtschaftskrise und des Zweiten Weltkrieges verbrachte Myers fast zweieinhalb Jahre in Brasilien und arbeitete für ein Programm des US-State Department gute Beziehungen der USA zu Lateinamerika zu fördern. Während dieser Zeit sammelte und studierte er Fische und Frösche und etablierte sich schnell als einer der führenden Experten auf dem Gebiet der südamerikanischen Ichthyologie, Herpetologie und Biogeographie. Er blieb 34 Jahre an der Stanford-Universität, veröffentlichte mehr als 600 Publikationen und arbeitet zeitweise in den Redaktionen verschiedener naturwissenschaftlicher, ichthyologischer und aquaristischer Fachzeitschriften.
Nach seiner Pensionierung am 31. August 1970 wurde er Gastprofessor für Ichthyologie am Museum für vergleichende Zoologie an der Harvard University und verbrachte die Hälfte des Jahres in Cambridge, die andere in seinem Hause in Scotts Valley in Kalifornien.
Myers war viermal verheiratet. Mit Martha Ruth Frisinger, seiner ersten Frau, hat er zwei Söhne.
Nach Myers sind die Fischarten Pangio myersi (eine Dornaugenart) und Caquetaia myersi (ein Buntbarsch) benannt.